# Torneig d'escacs Memorial Capablanca
El Memorial Capablanca és un torneig d'escacs que ha tingut lloc anualment a Cuba des del 1962.
José Raúl Capablanca y Graupera (1888–1942) va ser un famós mestre d'escacs cubà que fou campió del món del 1921 el 1927. El Memorial Capablanca (in Memoriam) va esdevenir en un temps el millor torneig del món més ben pagat. Che Guevara podia haver cobert els costos com a director del Banc Nacional i Ministre d'Indústries. Des del 1974 es fan torneigs per grups B i C.

## Torneig 1962
El primer Memorial José Raúl Capablanca va tenir lloc del 20 d'abril al 20 de maig de 1962 a l'Hotel Habana Libre a l'Havana, Cuba. Miguel Najdorf fou campió en un grup de 22 jugadors, seguit de Lev Polugaievski i Borís Spasski, Svetozar Gligorić i Vassili Smislov, Borislav Ivkov, etc.

## Torneig 1965
El quart torneig que es va fer el 1965 va estar marcat per una circumstància inusual. El campió dels Estats Units Bobby Fischer va ser convidat a jugar i se li va oferir 3000 dòlars per a ser present, però el Departament d'Estat dels Estats Units no va deixar-lo viatjar a Cuba a causa de la tensió de les relacions entre Cuba i Estats Units. El GM americà Larry Evans se li va permetre jugar en el torneig l'any abans, com també va actuar com a periodista. El Departament d'Estat dels Estats Units sovint permetien els periodistes a viatjar a països fora dels límits, però no es va moure amb Fischer tot i que havia fet arranjaments per escriure sobre l'esdeveniment per al Saturday Review. Així i tot, Fischer va poder jugar les seves partides per telex des del Marshall Chess Club a Nova York. El fill de Capablanca, Dr. José Raúl Capablanca Jr va retransmetre els moviments a l'Havana. Quan la participació de Fischer semblava assegurada, el President cubà Fidel Castro ho va reclamar com una "gran victòria propagandística per a Cuba", per fer titulars. Quan Fischer ho va sentir, va telegrafiar a Castro amenaçant-lo amb la retirada a menys que Castro deixés de fer declaracions polítiques sobre la seva participació. Una resposta cablejada de Castro va alleujar la preocupació de Fischer i finalment es va unir al grup de vint jugadors, amb tretze Grans Mestres i set Mestres Internacionals. Jugar per teletip va afegir emoció al torneig. Encara que la revista anglesa CHESS magazine va creure que era un avantatge per Fischer que es va haver d'acostumar a aquesta forma de jugar (cadascun dels seus oponents només ho varen fer una sola vegada), altres ho consideraven un obstacle per a Fischer que va haver de suportar la mà d'obra addicional en cada partida. L'excampió del món Vassili Smislov (Unió Soviètica) va guanyar el torneig amb 15½ punts de 21. Borislav Ivkov (Iugoslàvia), Iefim Hèl·ler (Unió Soviètica) i Fischer varen compartir el segon lloc, mig punt el darrere. Tot i que Fischer no va guanyar, el seu performance va ser considerat com un èxit donades les condicions de joc i el fet que Fischer estava jugant el seu primer torneig internacional després de tres anys.

## Guanyadors
| #  | Any  | Ciutat     | Guanyador                                   |
| -- | ---- | ---------- | ------------------------------------------- |
| 1  | 1962 | L'Havana   | Miguel Najdorf                              |
| 2  | 1963 | L'Havana   | Víktor Kortxnoi                             |
| 3  | 1964 | L'Havana   | Vassili Smislov Wolfgang Uhlmann            |
| 4  | 1965 | L'Havana   | Vassili Smislov                             |
| 5  | 1967 | L'Havana   | Bent Larsen                                 |
| 6  | 1968 | L'Havana   | Ratmir Khólmov                              |
| 7  | 1969 | L'Havana   | Alexey Suetin Víktor Kortxnoi               |
| 8  | 1971 | L'Havana   | Vlastimil Hort                              |
| 9  | 1972 | Cienfuegos | Anatoli Lein                                |
| 10 | 1973 | Cienfuegos | Vassili Smislov                             |
| 11 | 1974 | Camaguey   | Ulf Andersson                               |
| 12 | 1975 | Cienfuegos | Ulf Andersson                               |
| 13 | 1976 | Cienfuegos | Borís Gulko                                 |
| 14 | 1977 | Cienfuegos | Oleg Romànixin Guillermo Garcia Gonzales    |
| 15 | 1979 | Cienfuegos | Ievgueni Svéixnikov                         |
| 16 | 1980 | Cienfuegos | Alonso Zapata Ľubomír Ftáčnik               |
| 17 | 1981 | Cienfuegos | Vitali Tseixkovski                          |
| 18 | 1983 | Cienfuegos | Lev Psakhis                                 |
| 19 | 1984 | Cienfuegos | Amador Rodriguez Rainer Knaak               |
| 20 | 1985 | L'Havana   | Borislav Ivkov                              |
| 21 | 1986 | L'Havana   | Carlos Garcia Palermo Julio Granda Zúñiga   |
| 22 | 1987 | Camagüey   | Carlos Garcia Palermo Denis Verduga         |
| 23 | 1988 | L'Havana   | Zurab Azmaiparaixvili                       |
| 24 | 1989 | Holguín    | Amador Rodriguez                            |
| 25 | 1990 | L'Havana   | Adelkis Remón                               |
| 26 | 1991 | L'Havana   | Valeriy Neverov                             |
| 27 | 1992 | Matanzas   | Henry Urday Cáceres                         |
| 28 | 1993 | Matanzas   | Mark Hebden                                 |
| 29 | 1994 | Matanzas   | Loek van Wely Tony Miles Alonso Zapata      |
| 30 | 1995 | Matanzas   | Tony Miles                                  |
| 31 | 1996 | Cienfuegos | Tony Miles                                  |
| 32 | 1997 | Cienfuegos | Péter Lékó                                  |
| 33 | 1998 | L'Havana   | Robert Hübner Ivan Morovic Yaacov Zilberman |
| 34 | 1999 | L'Havana   | Tony Miles                                  |
| 35 | 2000 | Varadero   | Alexander Volzhin                           |
| 36 | 2001 | L'Havana   | Francisco Vallejo Pons                      |
| 37 | 2002 | L'Havana   | Lázaro Bruzón                               |
| 38 | 2003 | L'Havana   | Julio Granda Zúñiga                         |
| 39 | 2004 | L'Havana   | Leinier Domínguez                           |
| 40 | 2005 | L'Havana   | Vassil Ivantxuk                             |
| 41 | 2006 | L'Havana   | Vassil Ivantxuk                             |
| 42 | 2007 | L'Havana   | Vassil Ivantxuk                             |
| 43 | 2008 | L'Havana   | Leinier Domínguez                           |
| 44 | 2009 | L'Havana   | Leinier Domínguez                           |
| 45 | 2010 | L'Havana   | Vassil Ivantxuk                             |
| 46 | 2011 | L'Havana   | Vassil Ivantxuk Lê Quang Liêm               |
| 47 | 2012 | L'Havana   | Vassil Ivantxuk[8]                          |
| 48 | 2013 | L'Havana   | Zoltán Almási                               |
| 49 | 2014 | L'Havana   | Wesley So                                   |
| 50 | 2015 | L'Havana   | Yu Yangyi[9][10]                            |
| 51 | 2016 | Varadero   | Vassil Ivantxuk[11][12]                     |